# A Beautiful Noise
A Beautiful Noise é uma canção recordada pelas cantoras americanas, Alicia Keys e Brandi Carlile. Foi lançada em 30 de Outubro de 2020, como forma de incentivo ao voto para a eleição presidencial que ocorreu no dia 3 de novembro nos Estados Unidos. Foi incluída na versão digital do sétimo álbum de Alicia Keys, Alicia (2020).

## Composição
“A evolução de 'A Beautiful Noise' representa um grupo de mulheres incríveis de todas as diferentes esferas da vida reunidas com uma mensagem universal de esperança e empoderamento. É um lembrete importante de que todos nós temos uma voz e que nossas vozes contam," disse Carlile em um comunicado.
Seu sentimento foi ecoado por Keys, que acrescentou, “essa música tem aquela energia especial que realmente precisamos sentir agora. Todos têm o poder de fazer belos ruídos e elevar os outros com a voz e agora, mais do que nunca, precisamos fazer com que essas vozes sejam ouvidas votando.”

## Performances
A Beautiful Noise foi apresentada no evento "Every Vote Counts: A Celebration of Democracy" da CBS, que Keys apresentou junto com os atrizes Kerry Washington e America Ferrera.

## Faixas e formatos
| Download Digital |                     |         |  |
| N.º              | Título              | Duração |  |
| 1.               | "A Beautiful Noise" | 3:19    |  |

## Desempenho nas tabelas musicais

### Posições
| Tabela musical (2020)                           | Melhor posição |
| ----------------------------------------------- | -------------- |
| Estados Unidos (Digital Song Sales) (Billboard) | 9              |

## Histórico de lançamento
| País  | Data                  | Formato                     | Gravadora       |
| ----- | --------------------- | --------------------------- | --------------- |
| Mundo | 30 de Outubro de 2020 | Download digital, streaming | Sony Music, RCA |